# Delage Type C
Der Delage Type C war ein frühes Personenkraftwagenmodell der französischen Marke Delage.

## Beschreibung
Ein Besucher der Pariser Autosalon 1905 vereinbarte mit Louis Delâge die Entwicklung eines Taxis. Die nationale Zulassungsbehörde prüfte das Fahrzeug mit der Nummer 25 und erteilte am 19. Januar 1906 die Genehmigung. Delage bot das Modell nur 1906 an. 
Ein Einzylindermotor von De Dion-Bouton trieb die Fahrzeuge an. Er hatte 90 mm Bohrung und 110 mm Hub. Das ergab 700 cm³ Hubraum. Der gleiche Motor wurde auch im Delage Type D verwendet.
Das Fahrgestell, das Malicet & Blin für die Delage Type A und Type B lieferte, wurde überarbeitet. Die Spurweite von 1165 mm und der Radstand von 1850 mm wurden beibehalten. Darauf wurde eine Karosserie montiert, die für die Zwecke als Taxi geeignet war. Jedenfalls bot sie mehr Platz als die bisherigen Delage-Modelle.

## Stückzahlen und erhaltene Fahrzeuge
Der ursprüngliche Auftraggeber nahm keine weiteren Fahrzeuge ab. Es ist unklar, ob mehr als ein Fahrzeug entstand. Es ist kein existierendes Fahrzeug bekannt.